# سعی (عمره تمتع)
چهارمین مرحله از عمره تمتع مربوط به اعمال حج، سعی (سعی بین صفا و مروه) است که پس از انجام نماز طواف باید هفت مرتبه فاصله بین «صفا» و «مَروه» را که امروزه به صورت رهرویی طولانی ساخته شده و کنار مسجدالحرام قرار دارد بپیماید.

## مراحل انجام
1. سعی، باید از «صفا» آغاز و به «مروه» ختم شود.
2. شمارش اینگونه است که پیمودن فاصله «صفا» تا «مروه» یک مرتبه و برگشتن از «مروه» به «صفا» مرتبه دوّم به حساب می‌آید؛ بنابراین با انجام هفت شَوْطِ[پاورقی ۱] سعی بر «مروه» ختم می‌شود.
3. نشستن و استراحت کردن و رفع خستگی بر صفا و مروه و در بین آنها جایز است و اگر در بین سعی باشد، باید از همان‌جا که سعی را قطع کرده است، ادامه دهد.
4. سعی بین صفا و مروه لازم نیست با وضو و طهارت انجام شود، گرچه احتیاط مستحب آن است که پاک باید بود.
5. سعی در طبقه دوّم، چون بالاتر از دو کوه می‌باشد اشکال دارد.